# Anarchias galapagensis
Anarchias galapagensis е вид лъчеперка от семейство Муренови (Muraenidae). Видът е незастрашен от изчезване.

## Разпространение
Разпространен е в Гватемала, Еквадор, Колумбия, Коста Рика, Мексико, Никарагуа, Панама, Салвадор и Хондурас.